# Dassault Électronique
La Dassault Électronique (DE) è stata una azienda francese del settore dell'elettronica professionale, facente parte del Gruppo Dassault, e precedentemente nota come "Électronique Marcel Dassault" (EMD)  e poi "Électronique Serge Dassault" (ESD). È entrata nel gruppo Thomson-CSF nel giugno 1998.

## Storia
In origine, vi era il "Département électronique de la Générale Aéronautique Marcel Dassault" (GAMD). Creato nel 1955 su iniziativa di Bertrand Daugny con il consenso e il sostegno finanziario di Marcel Dassault, esso si situava all'interno della GAMD ad Argenteuil. La sua attività era: studio, realizzazione e sperimentazione di radar aerei. Questo dipartimento elettronico lascerà il girone della GAMD per diventare il "Centre d'études et de recherches électroniques" (CEREL) e si trasferirà a Saint-Cloud. La SARL "Électronique Marcel Dassault" (EMD) è nata il 31 marzo 1962 dal CEREL, con sede sempre a Saint-Cloud. La SARL cambia forma societaria il 28 gennaio 1963 e diventa la SA "Électronique Marcel Dassault".
Serge Dassault fu nominato direttore generale nel 1963, poi presidente e amministratore delegato il 10 ottobre 1967. Il 5 febbraio 1982, su richiesta degli azionisti, la società cambiò il proprio nome in "Électronique Serge Dassault" (ESD).
Ribattezzata "Dassault Électronique" (DE) il 19 giugno 1990, la società si è fusa nel 1998 in Thomson-CSF.
Dassault Électronique entra nel gruppo Thomson-CSF nel giugno 1998. Si fonde il 1º gennaio 1999 con "Thomson-CSF Radars & Contre-Mesures" e "Thomson Missile Electronics" per creare "Thomson-CSF DETEXIS", che diventa "Thales Systèmes Aéroportés" nel 2001.

## Il gruppo "Dassault Électronique"
Nel 1993 il gruppo Dassault Électronique comprendeva la capogruppo "Dassault Électronique" (fatturato di 2,77 miliardi di franchi) la società "Dassault Automatismes et Télécommunications" (fatturato 1,11 miliardi di franchi) e la società "DE3I Informatique" (fatturato di 56 milioni di franchi). Il suo portafoglio di ordini si elevava all'epoca a 9 miliardi di franchi (pari a 1,372G€).